# Madang
Madang o Friedrich-Wilhelmshafen fino al 1919 (vecchio nome coloniale tedesco) è una città della Papua Nuova Guinea, nell'isola della Nuova Guinea. Attualmente capoluogo della Provincia di Madang. Ha 27 420 abitanti. Fu per un periodo capitale della Nuova Guinea tedesca.

## Storia

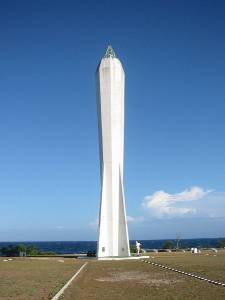
Il faro di Madang

La città di Madang venne fondata nel 1892 dalla compagnia tedesca della Nuova Guinea con il nome di Friedrich-Wilhelmshafen. Durante il dominio tedesco, durato fino al 1919, la città si espanse rapidamente. Fu anche per un periodo capitale della Nuova Guinea tedesca.
Ancora oggi sono visibili numerosi monumenti lasciati dal dominio coloniale tedesco, come la fortezza e l'ospedale delle Schutztruppe, la casa del governatore tedesco e molti altri edifici tra cui la chiesa in stile bavarese.
Uno dei linguaggi locali è l'Utu.